# Euphorbia lamarckii
Euphorbia lamarckii Sweet, 1818 è una pianta della famiglia delle Euforbiacee, endemica delle Isole Canarie.

## Distribuzione e habitat
La specie è presente nelle isole Canarie occidentali (Tenerife, La Gomera, La Palma e El Hierro).